# Delta (Missouri)
Pour les articles homonymes, voir Delta (homonymie).
Delta est une ville du comté de Cap Girardeau, dans le Missouri, aux États-Unis,. Située au sud du comté, elle est incorporé en 1967.

## Démographie
Lors du recensement de 2010, la ville comptait une population de 438 habitants. Elle est estimée, en 2016, à 440 habitants.

## Source de la traduction
- (en) Cet article est partiellement ou en totalité issu de l’article de Wikipédia en anglais intitulé « Delta, Missouri » (voir la liste des auteurs).